# Domačale
Domačale (nemško Damtschach) je naselje v Občini Vernberk v Okraju Beljak-dežela na Koroškem v Avstriji.